# Victor Lebas
Pas d'image ? Cliquez ici

a Compétitions nationales et continentales officielles uniquement.

b Matchs officiels uniquement.
Dernière mise à jour le 8 juin 2021.
Victor Lebas, né le 9 juin 1993, est un joueur français de rugby à XV qui évolue au poste de deuxième ligne.

## Biographie
Victor Lebas est un rugbyman français né le 9 juin 1993 évoluant au CA Brive depuis l'âge de cinq ans (mini poussin),. Avec son club, il remporte le titre de champion de France junior Crabos en 2011 et est finaliste de ce même compétition en 2012, il est également champion de France espoirs en 2013. Capitaine en Reichel et espoirs, il obtient deux sélections en équipe de France des mois de 18 ans et intègre le groupe professionnel lors de la saison 2013-2014.
Il connaît sa première titularisation en championnat lors d'un match disputé à l'extérieur face au RC Toulon, le 4 septembre 2013. Les Brivistes s'inclinent sur le score de 62 à 12. Il fait ensuite partie du groupe attitré au Challenge européen, il dispute les six matchs de poule et se qualifie pour le quart de finale de la compétition. En fin de saison, il signe son premier contrat professionnel pour une durée de deux ans avec son club formateur. En juin 2016, arrivé en fin de contrat et après avoir participe a 10 matchs de Top 14 et 6 matchs de Challenge européen sur la dernière saison avec le CA Brive, il signe un contrat d'un an, plus une autre année optionnelle avec Brive.
Afin qu'il bénéficie de plus de temps de jeu, le CAB le prête pour une saison au Soyaux Angoulême XV. à l'approche de la fin de la saison 2016-2017, Victor Lebas compte 24 matchs avec l'équipe de Soyaux Angoulême en Pro D2, dont 17 en tant que titulaire, et totalise trois essais. Le prêt est alors reconduit pour une saison supplémentaire.
Depuis 2018, il évolue sous les couleurs du CA Brive où à l’issue de la saison 2020-2021, il totalise 43 feuilles de match.

## Palmarès
- Champion de France Crabos 2010-2011
- Finaliste championnat de France Crabos 2011-2012
- Champion de France espoir 2012-2013
- Vainqueur du Championnat de France de Pro D2 en 2023